# شکم‌چراغیان
شکم‌چراغیان (نام علمی: Acropomatidae) نام یک تیره از راسته سوف‌ماهی‌سانان است.